# Тимм, Уве
Уве Тимм (нем. Uwe Timm; род. 30 марта 1940[…], Гамбург) — немецкий писатель
.

## Биография
Уве Тимм был младшим сыном в семье. Его брат, на 16 лет старше его, был солдатом войск СС и погиб на Украине в 1943 году. Спустя десятилетия Уве Тимм рассказал о своих отношениях с отцом и братом в романе «В тени моего брата», получившем признание критиков.
После работы меховщиком Тимм изучал философию и германистику в Мюнхенском университете и Сорбонне, получил степень доктора философии по немецкой литературе в 1971 году и защитил диссертацию «Проблема абсурда в произведениях Альбера Камю». Во время учёбы Тимм участвовал в левом движении 1960-х годов. Он стал членом Социалистического союза немецких студентов и был связан с Бенно Онесоргом. С 1973 по 1981 год он был членом Коммунистической партии Германии. Трижды Тимма приглашали в качестве резидента в несколько университетов англоязычных стран: в 1981 году в Уорикский университет, в 1994 году в Суонси и в 1997 году в Вашингтонский университет в Сент-Луисе. Он также читал лекции в университетах Падерборна, Дармштадта, Люнебурга и Франкфурта.
Тимм начал публиковаться в начале 1970-х годов и стал известен широкой аудитории в Германии после того, как по одной из его детских книг, Rennschwein Rudi Rüssel, был снят фильм. Сегодня он является одним из самых успешных современных авторов в Германии. Его книги Die Entdeckung der Currywurst («Изобретение колбасы с карри») и Am Beispiels meines Bruders («В тени моего брата» или буквально: «По примеру моего брата») можно найти в программах немецких школ. Его читатели обычно ценят стиль письма Тимма, который он сам называет «die Ästhetik des Alltags» («эстетика повседневной жизни»). Тимм имитирует повседневное рассказывание историй, используя повседневную лексику и простые предложения, и обычно пытается имитировать то, как истории рассказываются устно. Его произведения часто косвенно связаны друг с другом, беря второстепенных персонажей из одного рассказа и делая этого персонажа главным героем другого произведения. Например, второстепенный персонаж, такой как фрау Брюкер из «Иоганнской ночи», взят в качестве главного героини в его книге Die Entdeckung der Currywurst. Работы Тимма также, как правило, имеют автобиографические черты и часто связаны с немецким прошлым или происходят в немецком прошлом.

## Оценка творчества
После публикации своего романа «Жаркое лето» в 1974 году Уве Тимм впервые привлек к себе большое внимание как автор: произведение до сих пор является одним из немногих литературных свидетельств студенческого восстания 1968 года. Его постколониальный исторический роман 1978 года «Моренга» также способствовал его растущей популярности.
Уве Тимм добился большого успеха в начале 1990-х годов с новеллой «Открытие карривурста», которая была переведена более чем на 20 языков. Произведение было экранизировано в 2008 году Уллой Вагнер с Барбарой Зуковой и Александром Куоном в главных ролях.
Его роман «Гниль» (2001) вышел в новом тысячелетии и повествует о надеждах и желаниях поколения 1968 года, о биографиях и их тайнах, об утопиях и преступлениях истории. В 2003 году был опубликован автобиографический рассказ Тимма «На примере моего брата», вызвавший дискуссию о немецкой культуре памяти и национал-социализме. Рассказ Der Freund und der Fremde (2005), в котором он рассказывает историю своей дружбы с Бенно Онесоргом, также получил большое внимание. С романом «Фогельвейде» он попал в шорт-лист Немецкой книжной премии 2013 года. Идея его романа «Икария» (2017) возникла у него уже в конце 1970-х годов. По случаю 80-летия Уве Тимма в 2020 году был опубликован его сборник эссе Der Madman in den Dünen. Об «Утопии и Литературе», в которой он продолжает свою жизненную тему — разные модели справедливого сосуществования в обществе. Также у Уве есть четыре работы в области детской и юношеской литературы, в том числе «Остроконечная история» Ренншвайна Руди Рюсселя.
Работы Уве Тимма были переведены на датский, английский, французский, итальянский, голландский, норвежский, польский, русский, испанский, чешский, украинский и венгерский языки.

### Переводы с английского
- The Snake Tree, 1989
- Headhunter, 1994
- The Invention of Curried Sausage, 1995
- Midsummer Night, 1998
- Morenga, 2003
- In My Brother's Shadow: A Life and Death in the SS, 2005

## Награды
- 1979: Литературная премия города Бремена (Förderpreis) за Моренгу, роман о Якобусе Моренге.
- 1988: Нью-Йоркский грант Немецкого литературного фонда.
- 1989: Рекламная премия в области литературы от города Мюнхена.
- 1990: Немецкая молодёжная литературная премия за гоночную свинью Руди Рюсселя.
- 1996: Баварская кинопремия (детская кинопремия) за гоночную свинью Руди Рюсселя[9].
- 2001: Приз Тукана за красный цвет
- 2001: Большая литературная премия Баварской академии изящных искусств.
- 2002: Литературная премия города Мюнхена.
- 2002/03: городской служащий Берген-Энкхайма.
- 2003: Литературная премия Шубарта
- 2003: Приз Эрика Регера
- 2006: Литературная премия Якоба Вассермана
- 2006: Premio Napoli, за красный цвет
- 2006: Приз Монделло города Палермо за красный цвет
- 2009: Премия Генриха Белля
- 2009: приглашенный лектор Генриха Гейне
- 2012: Медаль Карла Цукмайера[10]
- 2012: Профессор поэтики братьев Гримм
- 2013: Культурная премия города Мюнхена.
- 2016: Почетная доска Свободной академии художеств в Гамбурге[11]
- 2018: Премия Шиллера города Мангейма
- 2018: Лекция по поэтике в Тюбингене
- 2018: Крест за заслуги 1-й степени[12]
- 2021: За заслуги перед наукой и литературой[13]
- 2021: Премия Лессинга вольного ганзейского города Гамбург[14][15]